# Xmucane
Xmucane (”gammal kvinna”) var ”urmodern” i mytologin hos mayafolket i Mexiko, ”gryningens mormoder”. 